# Ustanciosporium ekmanii
Ustanciosporium ekmanii är en svampart som först beskrevs av Raffaele Ciferri, och fick sitt nu gällande namn av M. Piepenbr. 2000. Ustanciosporium ekmanii ingår i släktet Ustanciosporium och familjen Anthracoideaceae.   Inga underarter finns listade i Catalogue of Life.